# Драган Алексић (сценариста)
Драган Алексић (Београд, 9. фебруар 1941. – Београд, 5. август 2016) био је српски књижевник и драматург.

## Биографија и каријера
Основну школу и гимназију завршио је у Обреновцу. Дипломирао је на Филолошком факултету у Београду, група за југословенску књижевност (1964. године) и на Факултету драмских уметности у Београду, група за драматургију (1966. године). Од 1968. године радио је као уредник-драматург у Забавно – хумористичком, Драмском и Дечијем програму на Радио – Београду, а од 1980. године као уредник на ТВ Београд у редакцијама Забавног програма и Програма за децу и младе. Аутор је (уредник и сценариста) бројних телевизијских серија за децу (Сазвежђе белог дуда, Шарено осам, Снохватице и др.), као и за одрасле (Живот тече булеваром, Стари Београд, Била једном љубав једна и др.).
Аутор је књига за децу Свеска од песка (1974), Пето годишње доба (1975), Краљевина липовог хлада (1979), Сазвежђе белог дуда (1983), Колико је толико (1987), Славуј у фебруару (1995), Дворац у башти (2000), Приче кратких рукава, Воћна торта од поврћа (2011) као и књиге за одрасле Балада о Љуби Мољцу (1984) која је настала по његовој истоименој монодрами премијерно одиграној 1968. године (редитељ Благота Ераковић, глумац: Миодраг Андрић).
Аутор је преко тридесет радио драма за одрасле и за децу које су емитоване на Радио Београду и другим радио дифузним центрима бивше Југославије, и у иностранству и превођене на пољски, немачки, мађарски, словачки и шпански језик.
Поред дечије литературе, бавио се и хумором и сатиром. Објављивао је бројне текстове, песме и афоризме у домаћим часописима Јеж, Политика, Политика за децу и др., а заступљен је у Антологији савремене српске сатиричне приче (ур. М. Витезовић 1979), Антологије савремене монодраме (ур. Р. Путник 2003) и др. Добитник је две награде Југословенске Радио – Телевизије (ЈРТ) за програмска остварења, три награде Радоје Домановић за сатиричну прозу, као и више других домаћих награда за радио-драмска, позоришна  и прозна дела.